# Iliitis condensans
Iliitis condensans of Osteitis condensans ilii is een symmetrische osteosclerose (‘botverdichting’) van het gedeelte van het bekken dat grenst aan de sacro-iliacale gewrichten (SI-gewrichten, de gewrichten tussen heiligbeen en bekken).
De gewrichtsruimte van de SI-gewrichten wordt door de aandoening niet aangetast.
Iliitis condensans is een goedaardige aandoening die vooral (90%) voorkomt bij vrouwen van middelbare leeftijd. De aandoening komt voor bij 1-3% van de mensen.

## Oorzaak
Er is waarschijnlijk een verband tussen de aandoening en zwangerschap; aan de andere kant wordt de aandoening ook gezien bij vrouwen die niet zwanger zijn geweest, en ook bij mannen.
Als het voorkomt tijdens en/of na zwangerschap, wordt gedacht dat de verweking van het gewrichtskapsel van de sacro-iliacale gewrichten tijdens de zwangerschap leidt tot instabiliteit en deze vorm van osteosclerose.
Bij de osteosclerose lijkt de structuur van het bot ‘dichter’ te worden; mogelijk is dat te wijten aan een toegenomen doorbloeding, en is dat weer mogelijk het gevolg van toegenomen fysieke belasting van de sacro-iliacale gewrichten.
Soortgelijke veranderingen kunnen optreden ter hoogte van het schaambeen, aan het uiteinde van sleutelbeen (t.h.v. het borstbeen) en op andere plekken.

## Symptomen
Symptomen die kunnen voorkomen:
- Ernstige en constante lage rugpijn
- Wisselende pijnen, soms vooral ’s nachts en bij opstaan ‘s ochtends
- Zeurende pijn
- Scherpe pijn of een soort krampende pijn, eventueel houdingsafhankelijk
- Druk of zwaar gevoel diep in het bekken

De pijn kan mild zijn, maar ook zo hinderlijk zijn dat men er niet door kunt werken, niet van kunt slapen of sporten.

## Diagnose
Naast de symptomen en het lichamelijk onderzoek, zijn bloedonderzoek en röntgenonderzoek van belang.
Het kan lastig zijn osteitis condensans ilii van verschillende andere ziekten te onderscheiden.
Kenmerken op een röntgenfoto, c.q. radiologische criteria voor de diagnose zijn:
1. de aanwezigheid van een driehoekig gebied van hogere botdichtheid langs de SI-gewrichten
2. normaal beeld van de sacro-iliacale gewrichtsoppervlakken en gewrichtsruimten
3. weinig of geen radiologisch bewijs van betrokkenheid van het heiligbeen
4. minimale of geen osteofyten op de lagere rand van de sacro-iliacale gewrichten

## Behandeling
Meestal is een conservatieve behandeling de beste keus. Correctie van de houding kan een belangrijke maatregel zijn. Dit kan bijvoorbeeld worden bereikt door middel van actieve spieroefeningen onder toezicht van een fysiotherapeut.
Verdere maatregelen kunnen zijn:
- Vermindering van overgewicht
- Voldoende rust houden
- Soms een korset
- In uitzonderlijke situaties kan chirurgische fixatie van de SI-gewrichten een oplossing bieden